# Tour International des Zibans
El Tour International des Zibans es una carrera ciclista profesional por etapas disputada por los alrededores de Biskra en Argelia, la prueba se creó en el 2018 y recibió la categoría 2.2 dentro de los Circuitos Continentales UCI formando parte del UCI Africa Tour.

## Palmarés
| Año  | Ganador       | Segundo           | Tercero         |
| ---- | ------------- | ----------------- | --------------- |
| 2018 | Abdellah Hida | Abel Teweldemedhn | Florian Deriaux |

## Palmarés por países
| País      | Victorias |
| --------- | --------- |
| Marruecos | 1         |